# Coldwater (Michigan)
Coldwater ist eine Stadt (City) im Branch County der Vereinigten Staaten im US-Bundesstaat Michigan. Das U.S. Census Bureau hat bei der Volkszählung 2020 eine Einwohnerzahl von 13.822 ermittelt.

## Geschichte
Coldwater wurde zuerst 1830 von Allen Tibbits and Joseph Hanchett besiedelt. 1833 erhielt es offiziell seinen Namen. Namensgebend ist der Fluss Coldwater, der durch die Stadt fließt und nördlich und westlich davon mehrere Seen bildet. 1861 bekam der Ort das Stadtrecht.
Ebenfalls 1861 stellte die Stadt eine Artillerie-Batterie, die 1st Michigan Volunteer Light Artillery, geführt von Commander Cyrus Loomis, für die Nordstaaten zur Teilnahme am Amerikanischen Bürgerkrieg. Diese wurde später zu einer der berühmtesten Einheiten des Bürgerkrieges. Einige ihrer 10-Pfund-Kanonen sind noch heute im Stadtzentrum zu besichtigen.

## Partnerstadt
- Soltau in Niedersachsen, Deutschland; seit 1971

## Söhne und Töchter der Stadt
- Hawley Crippen (1862–1910), mutmaßlicher Mörder
- Edward Ellis (1870–1952), Schauspieler
- Mark Wessel (1894–1973), Komponist, Pianist und Musikpädagoge
- Ruth McDevitt (1895–1976), Schauspielerin
- Douglas James Johnson (1937–1998), Maler und Zeichner
- Scott Brayton (1959–1996), Rennfahrer